# Joseph Tawadros
Joseph Tawadros (Il Cairo, 1983) è un compositore e strumentista di oud australiano di origine egiziana. Egli è il nipote del trombettista egiziano Yacoub Mansi e il nipote dello strumentista oud e compositore Mansi Habib. La sua famiglia è emigrata dall'Egitto in Australia quando aveva tre anni..
Si è formato nella tradizione classica occidentale e ha conseguito un diploma di laurea in musica presso l'Università del New South Wales.
Lo stile di Joseph Tawadros è considerato eclettico. Secondo The Sydney Morning Herald, "ha spostato i suoi parametri esecutivi dall'ambiente tradizionale mediorientale al mondo della musica classica e al jazz."
Inganno l'Australian Recording Industry Award nel 2012, 2013 e 2014 per il miglior album di world music.
Collabora con musicisti come John Abercrombie, Jack DeJohnette, Béla Fleck, Joey DeFrancesco, Jean-Louis Matinier e gli Australian Chamber Orchestra.
Nel suo album World Music, Joseph Tawadros suona 52 strumenti diversi (tra cui oud, qanun, saz, ney, violino, basso elettrico, fisarmonica e kalimba) e suo fratello James 11 strumenti a percussione (tra cui req, bendir e cajón).

## Discografia

### Album
- 2004 - Storyteller (oud solo)
- 2005 - Rouhani (con Bobby Singh)
- 2006 - Visions (con James Tawadros)
- 2007 - Epiphany (con James Tawadros e Ben Rodgers)
- 2008 - Angel (con James Tawadros, Matt McMahon e Dimitri Vouras)
- 2009 - The Prophet - Music inspired by the poetry of Kahlil Gibran (oud solo)
- 2010 - The Hour of Separation (con James Tawadros (riqq), John Abercrombie (chitarra elettrica), John Patitucci (contrabbasso) e Jack DeJohnette (batteria).
- 2011 - The Tawadros Trilogy: Dawn of Awakening – con vari musicisti
- 2012 - Concerto of The Greater Sea (con Richard Tognetti e gli Australian Chamber Orchestra, James Tawadros, Matt McMahon, Christopher Moore)
- 2013 - Chameleons of the White Shadow (con Béla Fleck, Richard Bona, Joey DeFrancesco, James Tawadros e Jean-Louis Matinier)
- 2014 - Permission to Evaporate (con Christian McBride, Matt McMahon, Mike Stern e James Tawadros)
- 2015 - Truth Seekers Lovers and Warriors (con James Crabb, James Greening, Matt McMahon e James Tawadros)
- 2016 - World Music (con Joseph Tawadros (52 instrumenti) e James Tawadros (11 instrumenti a percusione)
- 2017 - Live at Abbey Road (con James Tawadros)
- 2018 - The Bluebird, the Mystic and the Fool

### Musica per film
Musica composta per:
- I Remember 1948 (documentario)
- The Last Days of Yasser Arafat (documentario)
- Haneen (cortometraggio)
- Checkpoint (cortometraggio)